# Gare de Tuen
La gare de Tuen est une gare ferroviaire norvégienne de la ligne de Kongsvinger située dans la commune de Fet.
C'est une halte voyageurs.

## Situation ferroviaire
La halte est située à 24,4 km d'Oslo.

## Histoire
Depuis le 9 décembre 2012, la halte n'est plus desservie qu'aux heures de pointe, du lundi au vendredi, ce qui représente quatre trains par jour.

## Service des voyageurs

### Accueil
C'est une halte voyageurs avec un abri sur le quai.

### Desserte
Tuen est desservie par les trains de la relation Oslo S - Kongsvinger. C'est une desserte de type train de banlieue cadencée.

### Intermodalité
Un parc pour les vélos et un parking pour les véhicules (20 places) y sont aménagés.